# Duy Vinh
Duy Vinh is een xã in het district Duy Xuyên, een van de districten in de Vietnamese provincie Quảng Nam.
De Bà Rén stroomt door Duy Vinh en gaat hier over in de Ly Ly. Ook de Trường Giang en de Hội An stromen door Duy Vinh. Wanneer al deze rivieren in Duy Vinh samen komen, heet de hoofdstroom Cưa Đại.
Duy Vinh heeft ruim 9900 inwoners op een oppervlakte van 8,8 km².